# Life Without Soul
Pour plus de détails, voir Fiche technique et Distribution.
Life Without Soul est un film américain réalisé par Joseph W. Smiley, sorti en 1915, librement inspiré du roman Frankenstein ou le Prométhée moderne.

## Synopsis
Un scientifique crée une potion qui rend vivante une statue. Mais cette création, vivant sans âme, devient une brute violente et destructrice...

## Fiche technique
- Titre français : Life Without Soul
- Réalisation : Joseph W. Smiley
- Scénario : Jesse J. Goldburg d'après Frankenstein ou le Prométhée moderne de Mary Shelley
- Pays d'origine : États-Unis
- Format : Noir et blanc - Film muet
- Genre : horreur
- Date de sortie : 1915

## Distribution
- William W. Cohill : Dr. William Frawley
- Percy Standing : la créature
- George De Carlton : le père de Frankenstein
- Lucy Cotton : Elizabeth Lavenza
- Pauline Curley : Claudia Frawley